# عبد اللطيف علي المياح
عبد اللطيف علي المياح (1949-2004) أستاذ العلوم السياسية بجامعة المستنصرية ببغداد وعضو هيئة التنسيق العليا للشبكة العراقية لثقافة حقوق الإنسان والتنمية ومدير مركز دراسات الوطن العربي بالجامعة ومؤسس مركز بغداد لدراسات حقوق الإنسان .
اغتيل يوم 19 يناير/كانون الأول 2004م.